# První moravská spořitelna

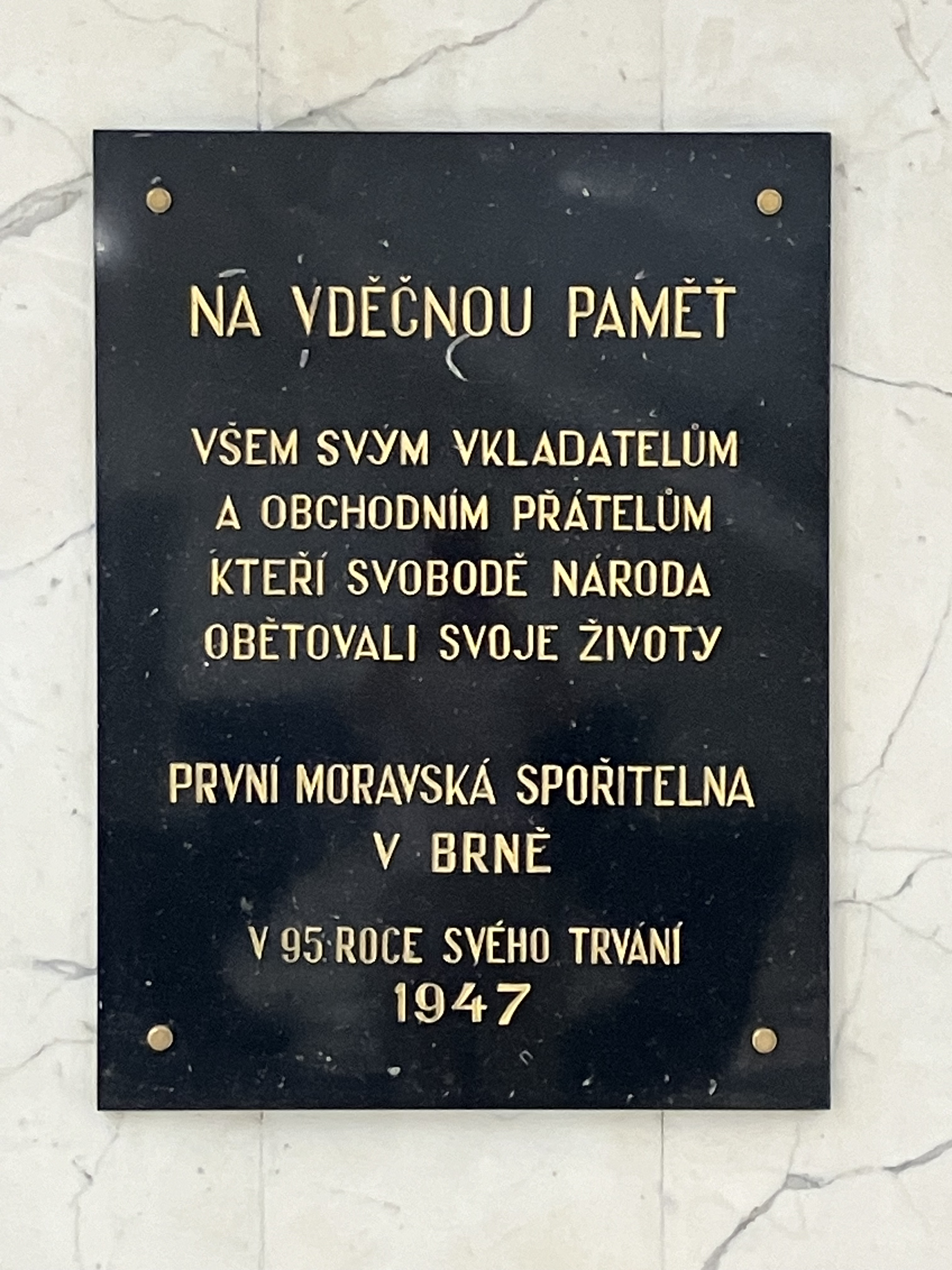
Pamětní deska

První moravská spořitelna byla jedna z nejstarších a dříve i největších spořitelen v českých zemích. Byla založena roku 1852 v Brně, když se o jejím zřízení jednalo již od roku 1820 a zanikla v průběhu 50. let 20. století, kdy byla postátněna a rozptýlena v nově vznikající České státní spořitelně. Prvním ředitelem byl František Patzovský a vklady po prvním roce dosáhly výše 383 tisíce zlatých. 
První moravská spořitelna je také známa palácem své někdejší centrály s přilehlými křídly, který patří k nejznámějším a nejvíce ceněným dílů české moderní meziválečné architektury. Byl postaven podle vítězného návrhu ze soutěže v roce 1939. Jeho autory jsou Josef Polášek, Otakar Oplatek a Heinrich Blum.
V roce 1947 (95. roce trvání První Moravské spořitelny) byla do vstupní haly budovy umístěna pamětní deska věnována vkladatelům a obchodním přátelům, kteří obětovali své životy. 
Aktuálně je většina budovy vlastněna Českou spořitelnou, která se za privatizace v 90. letech 20. století stala součástí rakouské finanční skupiny Erste Group.